# Resusci Anne

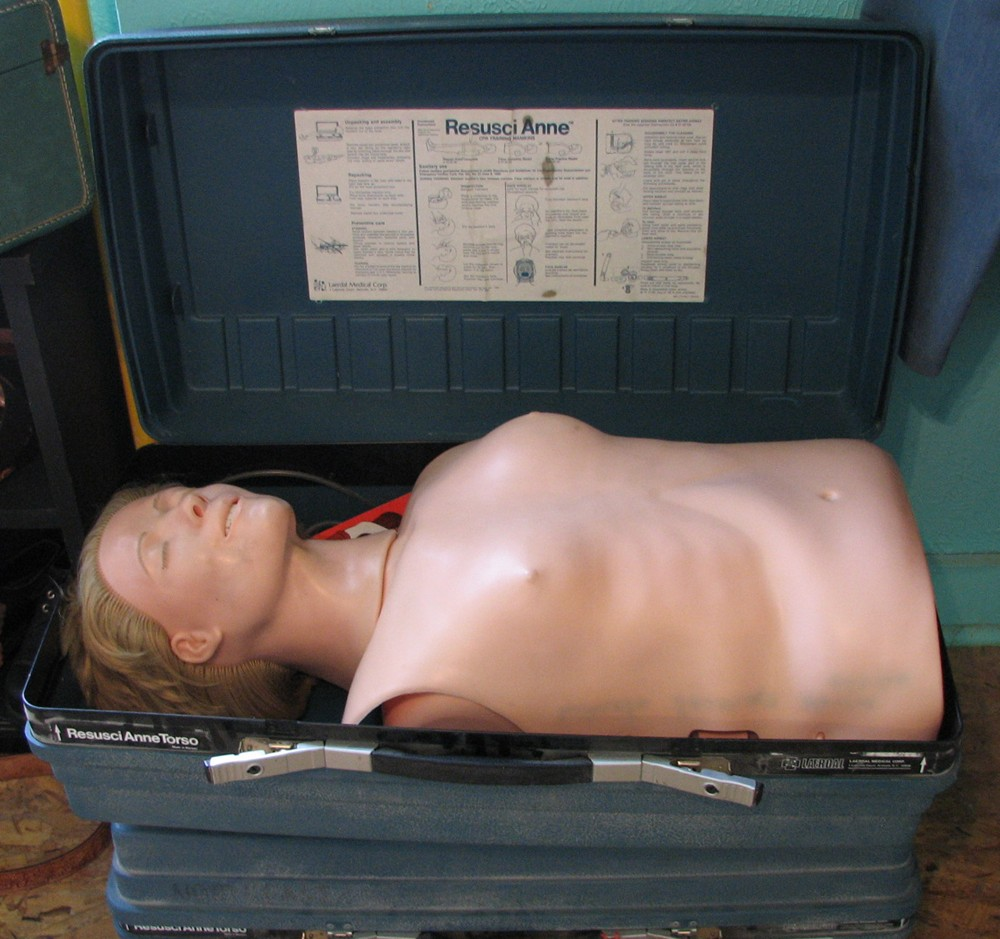
Resusci Anne, modelo de boneca de ressuscitação com o rosto inspirado no da L'Inconnue de la Seine

Resusci Anne é um manequim médico usado para instruir pessoas que trabalham na área da saúde, principalmente de emergência e ambulâncias, e as pessoas em geral, com o objetivo de ensinar procedimentos de reanimação cardiorrespiratória.
Foi criado pelo fabricante de brinquedos da Noruega, Åsmund S. Lærdal, e pelo médicos Peter Safar e James Elam. É produzido pela empresa Laerdal Medical. O rosto do modelo fora baseada na L'Inconnue de la Seine (português: A mulher desconhecida do Sena), uma máscara mortuária de uma jovem cuja identificação não fora conhecida que se supõe que morrera afogada no rio Sena por volta do final da década de 1880.

## Na cultura popular
Alguns paramédicos norte-americanos têm o costume de, ao utilizar o boneco e iniciar o procedimento de reanimação, pronunciar a frase em inglês: "Annie, are you okay?" ("Annie, você está bem?"). Essa frase ganhou fama pois fora utilizada posteriormente pelo cantor norte-americano Michael Jackson, em sua canção de 1987, Smooth Criminal.